# 新家光雄
新家 光雄（にいのみ みつお、1951年3月7日 - ）は、日本の金属工学者。学位は、工学博士（名古屋大学・1979年）、博士（歯学）（愛知学院大学・2003年）。東北大学名誉教授。元日本金属学会会長。初代日本チタン学会会長。日本金属学会賞、軽金属学会賞等受賞。

## 人物・経歴
愛知県岡崎市生まれ。西尾市出身。1969年、愛知県立岡崎高等学校卒業。1973年名古屋大学工学部金属学科卒業。1975年名古屋大学大学院工学研究科金属工学及び鉄鋼工学専攻修士課程修了。1979年名古屋大学大学院工学研究科金属工学及び鉄鋼工学専攻博士課程後期満了、名古屋大学工学博士、名古屋大学大学院研究生。
1980年豊橋技術科学大学工学部教務職員。1981年豊橋技術科学大学工学部助手。1988年カーネギー・メロン大学客員助教授。1989年豊橋技術科学大学工学部助教授。1995年豊橋技術科学大学工学部教授。1997年デイトン大学客員教授、アメリカ国防総省ライト・パターソン材料研究所外国人研究員。2003年愛知学院大学博士（歯学）。
2005年東北大学金属材料研究所教授。2008年東北大学総長特任補佐。2009年東北大学金属材料研究所所長、東北大学学際科学国際高等研究センターセンター長。2010年東北大学委嘱教授。2011年天津大学名誉教授。2014年日本金属学会会長。
2016年に定年退職後、西尾市に住み、東北大学名誉教授、東北大学金属材料研究所客員教授、名城大学理工学部特任教授、大阪大学大学院工学研究科特任教授、名古屋大学未来材料・システム研究所材料設計部客員教授、関西大学化学生命工学部客員教授等を歴任し、2021年に日本チタン学会が設立されると、初代会長に就任した。

## 編集
- 『3D材料組織・特性解析の基礎と応用 : シリアルセクショニング実験およびフェーズフィールド法からのアプローチ』内田老鶴圃 2014年

## 監修
- 『チタンの基礎・加工と最新応用技術』シーエムシー出版 2009年

## 受賞歴
- 永井財団学術賞 1985[2]
- 軽金属学会論文賞 1986[2]
- 日本鉄鋼協会青山記念賞 1994[2]
- 日本チタン協会技術賞 2000[2]
- 日本金属学会技術開発賞 2002[2]
- 日本金属学会論文賞 2003[2]
- 西尾市ふるさと西尾市民顕彰 2003[2]
- 軽金属学会功績賞 2004[2]
- 日本鋳造工学会小林賞 2006[2]
- Lee Hsun Lecture Award 2007[2]
- 日本金属学会学術功労賞 2009[2]
- 日本金属学会増本量賞 2012[7]
- 軽金属学会賞 2014[7]
- 日本金属学会村上記念賞 2015[7]
- 科学技術分野の文部科学大臣表彰科学技術賞（研究部門） 2015[7]
- 本多記念賞 2019[1]
- 日本金属学会賞 2021[16]